# Iridana hypocala
Iridana hypocala is een vlinder uit de familie Lycaenidae. De wetenschappelijke naam van de soort is voor het eerst geldig gepubliceerd in 1929 door Harry Eltringham.